# Xã Marple, Quận Delaware, Pennsylvania
Xã Marple (tiếng Anh: Marple Township) là một xã thuộc quận Delaware, tiểu bang Pennsylvania, Hoa Kỳ. Năm 2015, dân số của xã này là 23.743 người.